# 阿部正右
阿部正右（日语：／ Abe Masasuke，1725年1月13日—1769年8月13日），日本江户时代大名、老中。备后福山藩第3代藩主。阿部家宗家7代。
2代藩主阿部正福次男。母亲为岛津吉贵养女（鸟居忠英之女）。正室为丹羽高宽之女。

## 生平
享保9年（1724年），作为备后福山藩主阿部正福的次男于江户藩邸出生。元文3年（1738年），于14岁时拜谒德川吉宗，任从五位下伊予守。宽延元年（1748年），于25岁时继承阿部正福让出的家督，至明和6年（1769年）去世的28年间任藩主。但是，在任藩主的大多数时间里为策划幕政劳作，而没有直接参与藩政。
就任福山藩主的正右于宽延3年（1730年）进入福山藩领内视察，不过之后都在江户或者京都居住。宝历2年（1752年）任奏者番，宝历6年（1756年）兼任寺社奉行，宝历10年（1760年）转任从四位下、京都所司代。虽然任京都所司代期间有打破先例受到处分的事，不过、也在后樱町天皇即位的祭礼中大显身手。明和元年（1764年）就任西丸老中，翌年（1765年）任本丸老中。这是阿部家宗家中自阿部重次以来约100年后首次任老中。
但是，因为正右的发迹而强迫福山藩困难地支出了大量的经费。为此福山藩泛滥地发行藩札（银札）以填补严峻的财政赤字，但是、无法控制的市场混乱使福山藩信用尽失。在这样的事态下，福山藩下达了强制使用藩札的命令，并且进一步向领民征收“御用银”。但是宝历3年（1753年）、反抗的领民爆发一揆使得此政策被迫撤回。之后福山藩致力于统一通货和财政的健康化，但是在正右去世之前情况并未好转。据说同时在这种状况下藩士纲纪涣散。其后由三男正伦继承。

## 经历
- 1724年（享保9年） 出生（11月29日）
- 1738年（元文3年） 从五位下·伊予守
- 1748年（宽延元年） 继承家督（11月19日）
- 1752年（宝历2年） 就任奏者番
- 1756年（宝历6年） 兼任寺社奉行（5月7日）
- 1760年（宝历10年） 从奏者番兼寺社奉行转任京都所司代（12月3日）
- 1764年（明和元年） 从京都所司代转任西丸老中
- 1765年（明和2年） 从西丸转属本丸老中（12月22日）
- 1769年（明和6年） 老中·藩主在职中去世（7月12日）、享年46岁

## 官位
- 1738年（元文3年）　从五位下·伊予守
- 1760年（宝历10年）　从四位下、侍从